# قاعدة غريزلي للعمليات الأمامية
كانت قاعدة غريزلي للعمليات الأمامية (المعروفة سابقًا باسم قاعدة سبارتان للعمليات المتقدمة، وقاعدة الأسد الأحمر للعمليات المتقدمة، وقاعدة البرابرة للعمليات المتقدمة) قاعدة عمليات متقدمة للجيش الأمريكي تقع ضمن معسكر أشرف، محافظة ديالى، العراق. كانت تقع بالقرب من الخالص، على بُعد حوالي 20 كيلومترًا (12.4 ميلًا) غرب الحدود الإيرانية، وعلى 60 كـم (37 ميل) (12.4 ميلًا) غربًا. شمال بغداد.
سُميت قاعدة العمليات الأمامية تيمنًا بنداء الكتيبة 49 للشرطة العسكرية. تولت قيادة القاعدة من أكتوبر 2005 إلى أكتوبر 2006، وكان نداءها "غريزلي" تيمنًا بدب غريزلي الكاليفورني المرسوم على علم الولاية. أجرى قائدا الكتيبة 49 للشرطة العسكرية وقاعدة العمليات الأمامية، المقدم أنتوني بالومبو، والرقيب بول جورج، عمليات بمشاركة أكثر من 2000 موظف أمريكي ومن قوات التحالف، بالإضافة إلى 300 موظف متعاقد.

## الوحدات التي نُشِرَت افي قاعدة غريزلي

### 2003-2004
- سرية برافو، الكتيبة الثالثة، الفوج المدرع 67، فريق قتال اللواء المدرع الثالث، فرقة المشاة الرابعة (قاعدة البرابرة الأمامية)
- سرية ألفا، الكتيبة الثالثة، الفوج المدرع 67، فريق قتال اللواء المدرع الثالث، فرقة المشاة الرابعة (قاعدة غاتور للعمليات الأمامية)
- كتيبة الشرطة العسكرية رقم 324 (PA ARNG)، لواء الشرطة العسكرية رقم 800

### 2004-2005
كتيبة الشرطة العسكرية رقم 530 كتيبة الشرطة العسكرية رقم 336
الكتيبة 793 للشرطة العسكرية

### 2005-2006
- الكتيبة 49 للشرطة العسكرية
- امتحان MEB(AT) الرابع
- HHB 1-102nd المدفعية الميدانية الأمامية
- سرية الشرطة العسكرية رقم 110
- بطارية برافو، الكتيبة الأولى، المدفعية الميدانية 142
- شركة ألفا، الكتيبة الأولى، الفوج المدرع 194
- فرقة ألفا، السرب الأول، فوج الفرسان 124
- بطارية برافو، الكتيبة الثانية، المدفعية الميدانية 123
- شركة الحرس البلغارية الأولى
- سرية الحرس الثانية البلغارية
- فريق التخلص من الذخائر المتفجرة المولدوفان
- الدورة الخامسة والعشرون لجمهورية الصين
- فرقة تشارلي، السرب الأول، فوج الفرسان 113
- سرية دلتا، الكتيبة 32 للإشارة
- HHC، الإشارة، السرب الأول، فوج الفرسان 32

### 2006-2007
- الكتيبة 382 للشرطة العسكرية
- سرية برافو، كتيبة مكافحة الإرهاب، الفرقة البحرية الثانية
- تشارلي باتري 1/213 ADA
- شركة ألفا، الكتيبة الأولى، فوج مشاة البحرية التاسع، فوج مارديف الثاني

### 2007-2008
- الكتيبة 504 للشرطة العسكرية
- شركة ألفا، الكتيبة الأولى، فوج مشاة البحرية التاسع، فوج مارديف الثاني
- سرية برافو، كتيبة مكافحة الإرهاب، مارديف 2D
- شركة الدعم القتالي 735
- كتيبة الشرطة العسكرية 728
- قوة مهام مشاة البحرية الأمريكية في منطقة العاصمة الوطنية
- بطارية ألفا، الكتيبة الأولى، المدفعية الميدانية 161
- شركة الدعم الأمامي 1161ST (FSC)
- شركة ألفا، فوج المدفعية الـ 63
- فرقة برافو، السرب الأول، فوج الفرسان 102
- شركة دلتا، 250 BSB
- الكتيبة 324 للشرطة العسكرية
- كتيبة الشرطة العسكرية رقم 519
- مفرزة الاتصال بالمعسكر رقم 424[1]
- مفرزة الاتصال بالمعسكر رقم 540[1]

### 2009
شركات HHC وAlpha وBravo وCharlie، الكتيبة الأولى، فوج المشاة الرابع والعشرون

### 2009-2010
- فرقة تشارلي 1-128th IBCT، WIARNG
- سرايا هوك آي وبلاك هوك وكومانشي الكتيبة الأولى، فوج المشاة الثالث والعشرون
- E co 536th FSB
- بطارية تشارلي، الكتيبة الأولى، فوج المدفعية الميدانية السابع والثلاثون (روك تاك)